# Hans Strassl
Hans Strassl, auch Hans Straßl, (* 10. Januar 1907 in Rauischholzhausen; † 8. Juli 1996)  war ein deutscher Astronom und Direktor des Astronomischen Instituts der Universität Münster.

## Leben und Werk
Hans Strassl wurde in Rauischholzhausen bei Marburg geboren. Nach Absolvierung des Gymnasiums in Fulda studierte er Mathematik und Physik an den Universitäten Marburg und Göttingen, wo er auch Astronomie belegte. 1928 legte er die Diplom-Prüfung für Versicherungssachverständige (mathematische Klasse) ab. 1932 promovierte er in Göttingen bei Hans Kienle im Rahmen des Projekts „Spektralphotometrische Untersuchungen“ mit einer Arbeit über die Spektren der Plejaden. Diese Messungen gehörten zu den ersten, die eine exakte Bestimmung der Oberflächentemperatur von Sternen ermöglichten.
Strassl blieb bis 1937 an der Universität, wo ihm aber wegen seiner politischen Einstellung eine Karriere verwehrt blieb. Von 1937 bis 1945 arbeitete er an der Aerodynamischen Versuchsanstalt in Göttingen im Bereich der Strömungstheorie und der Hochgeschwindigkeits-Experimente.
1945 kehrte er an die Universität zurück, wo er sich 1948 mit einem Beitrag zur Nomographie habilitierte. Auf diesem Gebiet wurde Strassl eine internationale Autorität. 1948 wurde er Observator an der Universität Bonn. In den 1950er Jahren beteiligte er sich am Aufbau des Radioteleskops der Universität: er erstellte die Nomogramme für die Teleskopsteuerung.
1958 wurde er außerordentlicher, 1964 ordentlicher Professor an der Universität Münster und erster Direktor des Astronomischen Instituts. In dieser Funktion betreute er 12 Dissertationen.
Strassl war Vorstandsmitglied der Astronomischen Gesellschaft und Mitherausgeber der Zeitschrift „Die Sterne“.
Strassl war Ritter des päpstlichen Gregoriusordens.

## Schriften
- Die Intensitätsverteilung in den Spektren der helleren Plejadensterne. Dissertation Göttingen 1932.
- (mit Otto Heckmann): Zur Dynamik des Sternsystems. Veröffentlichungen der Universitäts-Sternwarte Göttingen Nr. 41, 43, 1934/1935.
- (mit Hans Kienle, Johann Wempe): Die relative Energieverteilung im kontinuierlichen Spektrum von 36 Fundamentalsternen. Universitäts-Sternwarte Göttingen, 1938.
- Nomogramme zur Auflösung der Keplerschen Gleichung. Mitteilungen der Universitäts-Sternwarte Göttingen Nr. 3, 1950 (Habil.-Schrift).
- (mit Friedrich Becker ): Ultrakurzwellenstrahlung aus dem Weltraum. Westdeutscher Verlag Köln, Opladen 1954.
- (mit Martin Sauer): Nomogramme zur Lösung astronomischer Aufgaben. Folge 4. Intensitäten. Größenklassen. Intensitätslogarithmen. Dümmler Bonn, 1957.
- Azimut-Nomogramme für alle Stundenwinkel und Deklinationen im Bereich der geographischen Breiten von −80° bis +80°. Westdeutscher Verlag Köln, Opladen 1959.